# Response.
Response.（レスポンス）は、株式会社イード（本社・東京）が運営する自動車関連の情報・サービスを提供する総合自動車ニュースサイト。

## 概要
ウェブサイトにてモータースポーツ、事件・事故など自動車関連のニュースや新車情報、自動車関連用品・自動車企業の情報などを提供しているほか、鉄道や芸能関連のニュースも配信している。アクセス数は月間2,800万PV。
誰でも閲覧が可能だが、一部登録メンバーのみが使用できるサービスもある（記事検索・メールマガジンなど）。メンバー登録は無料。
当初は株式会社アスキーによる自動車情報サイト「オートアスキー」として運営されていた。2002年、同社が持株会社に業態変更（それと同時に「メディアリーヴス」と社名変更）されたことに伴い、株式会社IRIコマース&テクノロジーに営業譲渡され、以後は現在の名称で運営されている。